# CNN

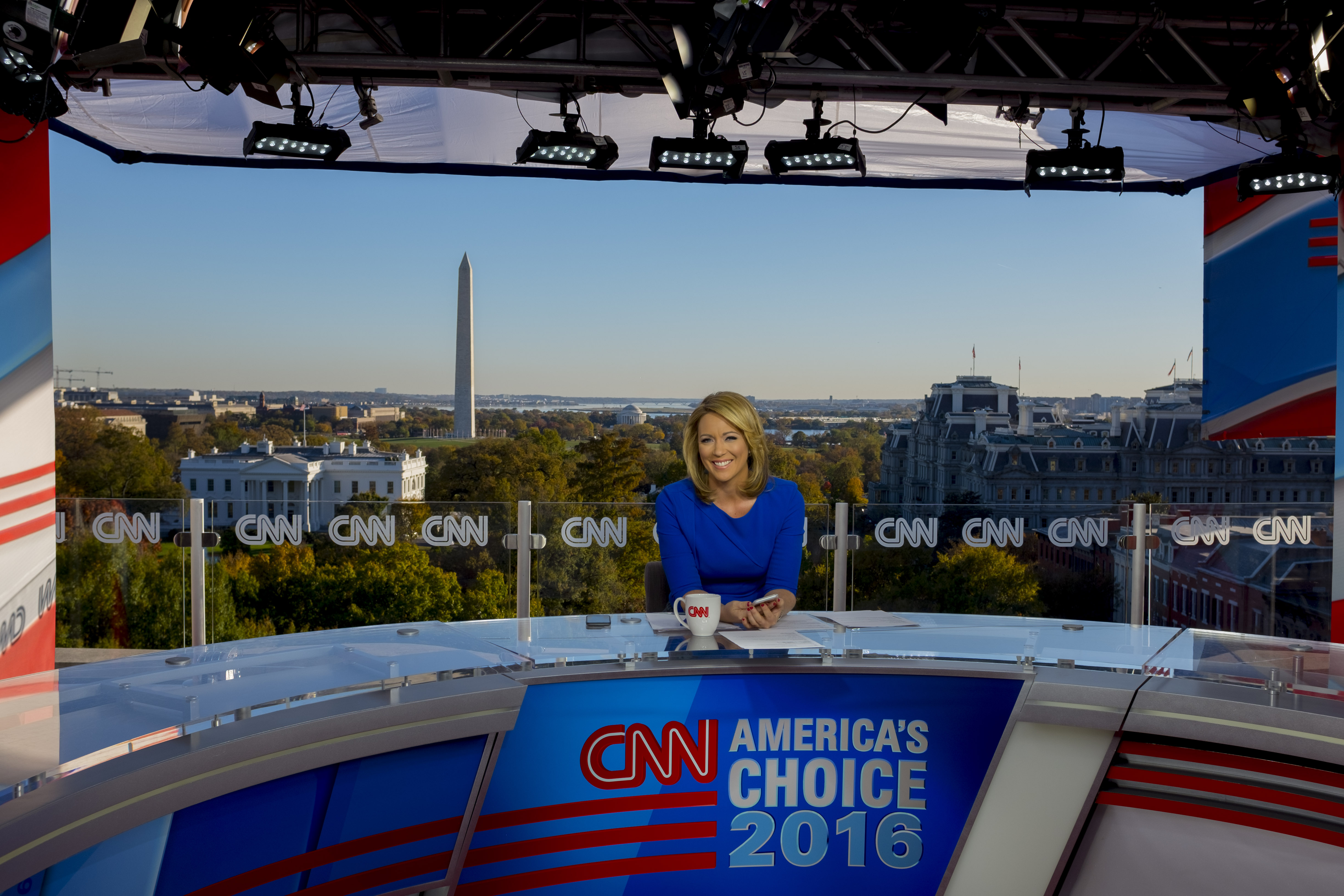
Скриншот программы по освещению президентских выборов в США в 2016

CNN (читается как Си-эн-эн; аббр. от англ. Cable News Network — «Кабельная новостная сеть») — телеканал из США со штаб-квартирой в Атланте. Основан в 1980 году американским предпринимателем Тедом Тёрнером. Является подразделением CNN Global, которым владеет корпорация Warner Bros. Discovery. CNN первой в мире предложила концепцию непрерывного круглосуточного вещания новостей.
По состоянию на 2023 год, имел 37 зарубежных бюро. Новости CNN передаются с помощью космических спутников и доступны к просмотру более, чем в 200 странах и территориях мира. Число журналистов по всему миру около 4000.
Одним из ключевых моментов в истории CNN стало организованное в январе 1991 года освещение войны в Персидском заливе. Впервые масштабная война демонстрировалась в прямом телеэфире. Затем телеканал также вёл прямую трансляцию одного из этапов Иракской войны — штурма Багдада в марте-апреле 2003 года. Телерепортажи с места событий в Персидском заливе укрепили известность CNN как круглосуточного источника международных новостей.
Несмотря на лидерство в США, CNN находится на втором месте среди международных служб новостей, уступая аудитории «Би-би-си» почти в полтора раза (BBC World News — 277,6 млн домохозяйств).

## CNN в США

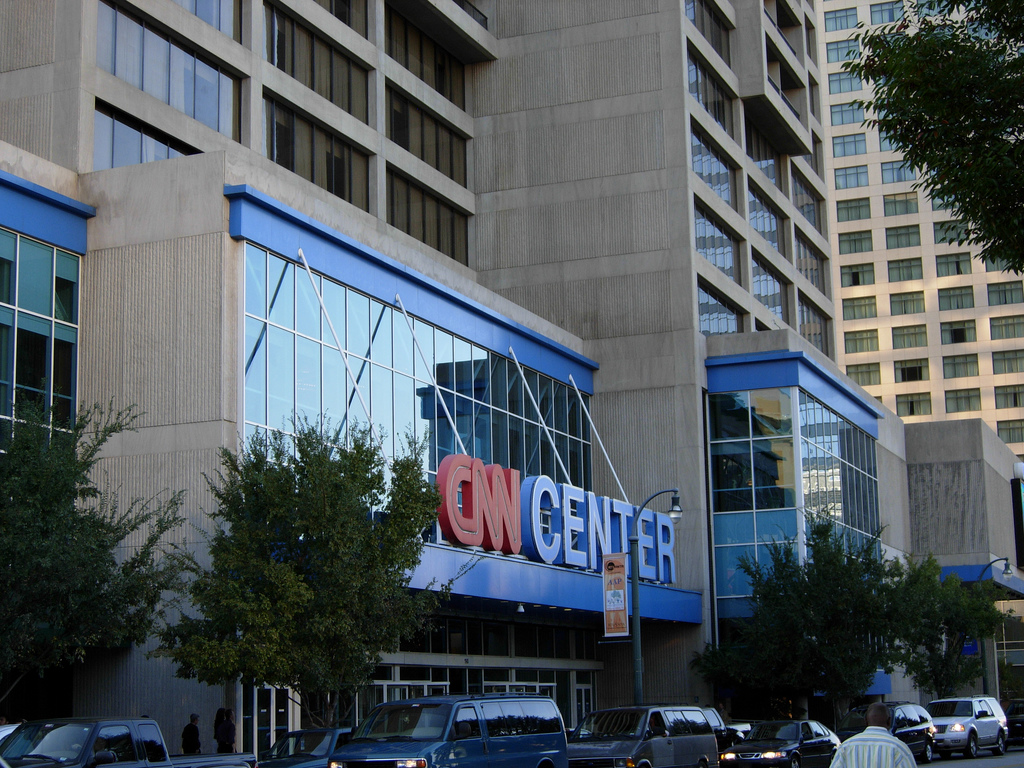
Офис CNN Center в Атланте в штате Джорджия

Согласно рейтингу Нильсена, CNN занимает первое место среди новостных сетей. Однако она уступает новостной сети Fox News по количеству долгосрочных зрителей (Точечные рейтинги Нильсена). В основном CNN ведёт вещание из своей штаб-квартиры в центре города Атланта, и из студий в Нью-Йорке и Вашингтоне. В Соединённых Штатах Америки, по состоянию на декабрь 2004 года, новостной канал был доступен в 88,2 миллионах квартир и домов и в более чем 890 тысяч гостиничных номеров в США.

## CNN в России
Российский офис CNN расположен в Москве. Первые трансляции CNN в Москве начались 23 марта 1986 года во время визита Президента США Рональда Рейгана в СССР. Вещание осуществлялось в технических целях с использованием резервного передатчика 24 ТВК мощностью 100 Вт с Останкинской башни. Постоянная эфирная ретрансляция телеканала CNN в круглосуточном режиме началась 31 мая 1990 года и продолжалась до 1 января 1998 года. Канал был популярен среди англоговорящих зрителей, проживавших в Москве, студенчества, бизнес-аудитории, и заметно поспособствовал развитию эфирного вещания в дециметровом диапазоне в последующие годы.
Также в первой половине 1990-х годов CNN сотрудничал с российским федеральным каналом «TV-6 Москва» на 6 ТВК, ретранслировав новостные программы с русским синхронным переводом Петра Карцева и Аркадия Горячёва. Основателями были Эдуард Сагалаев и Тед Тернер.
C 31 декабря 2014 года кабельные и спутниковые операторы прекратили вещание CNN в России из-за изменений в российском законодательстве.
В феврале 2015 года телеканал CNN подал заявку в Роскомнадзор на получение вещательной лицензии и перерегистрацию СМИ. 23 марта Федеральная служба по надзору в сфере связи, информационных технологий и массовых коммуникаций (Роскомнадзор) выдала структурам CNN International универсальную лицензию на вещание.
В конце апреля 2015 года канал CNN возобновил вещание в России. Также он вошёл в пакет «Единый» крупнейшего российского спутникового оператора Триколор ТВ.
2 июля 2017 года Мультимедийный информационный центр (МИЦ) «Известия» заключил соглашения о сотрудничестве с CNN International. Торжественное подписание состоялось 2 июня 2017 года в рамках Петербургского международного экономического форума. По условиям договора МИЦ сможет транслировать новостные сюжеты и спецрепортажи CNN на всех своих площадках, а это телеканалы «РЕН ТВ HD» и «Пятый канал», газета «Известия» и интернет-портал iz.ru, а также телеканал IZ.RU. Также сообщается, что сотрудники МИЦ получат возможность ежегодно проходить обучение в штаб-квартире CNN в США.
В декабре 2020 года Bellingcat, The Insider, CNN, Der Spiegel и ФБК в совместном расследовании обвинили в покушении на Алексея Навального в Томске группу оперативников ФСБ из секретного подразделения ведомства, которые, по словам авторов, действовали под прикрытием Института криминалистики ФСБ.
В 2022 году канал CNN прекратил своё вещание в России.

## CNN в Европе
Главный европейский офис CNN находится в Лондоне.

## CNN+
В апреле 2022 года был запущен новостной стриминговый сервис CNN+. Затраты на разработку составили 100 млн долларов, общий объём инвестиций составлял 300 млн долларов, над созданием работало около 500 сотрудников. В конце апреля было запланировано отключение сервиса, процесс происходил на фоне переподчинения CNN Warner Bros. Discovery.

## Критика
Исследователи СМИ Эдвард Херман и Дэвид Петерсон в 2000 году писали, что CNN находится в зависимости от коммерческой и дипломатической поддержки правительства США за рубежом, и по этой причине большая часть новостей формируется телеканалом на основе правительственных пресс-релизов и отчётов. CNN критикуется ими за осознанное союзничество и симбиоз с властями, что приводит к тому, что телеканал становится некритическим СМИ, а деятельность его работников во многом сводится к тому, чтобы освещать «правильные» пресс-конференции, приглашать в эфир соответствующих гостей и без ошибок произносить все имена. Херман и Петерсон также пришли к выводу о том, что во время бомбардировок Югославии в 1999 году CNN де-факто выступало как информационное оружие НАТО.
Заместитель министра иностранных дел РФ С. Рябков:
Нельзя доверять всему, что появляется в СМИ. Тем более, если источником выступает CNN — полностью себя дискредитировавшее в последние годы и полностью поставившее себя на обслуживание интересов определенных групп и определенной части политической элиты США.
После победы Дональда Трампа на президентских выборах в США в 2016 году и его вступления в должность президента в январе 2017 года деятельность телеканала CNN неоднократно подвергалась критике со стороны президента из-за того, что, по его мнению, распространяет фейковые новости. Так, в июне 2017 года в CNN были вынуждены отозвать материал о связях окружения Трампа с Россией и расстаться с тремя журналистами, которые его готовили, а самому Трампу со стороны издания были принесены извинения. Трамп также назвал «врагами народа» крупные либеральные издания The Washington Post, The New York Times и другие издания, известные высочайшими стандартами журналистики.
17 января 2024 года жюри присяжных признало CNN виновными в клевете на ветерана ВМС США Закари Янга, который помогал эвакуировать людей из Афганистана после вывода американских войск в 2021 году и постановило, что телеканал должен выплатить Янгу $5 млн компенсации. Журналист CNN утверждал, что Янг участвовал в «черном рынке» и взимал высокие сборы за эвакуацию.

## География бюро CNN

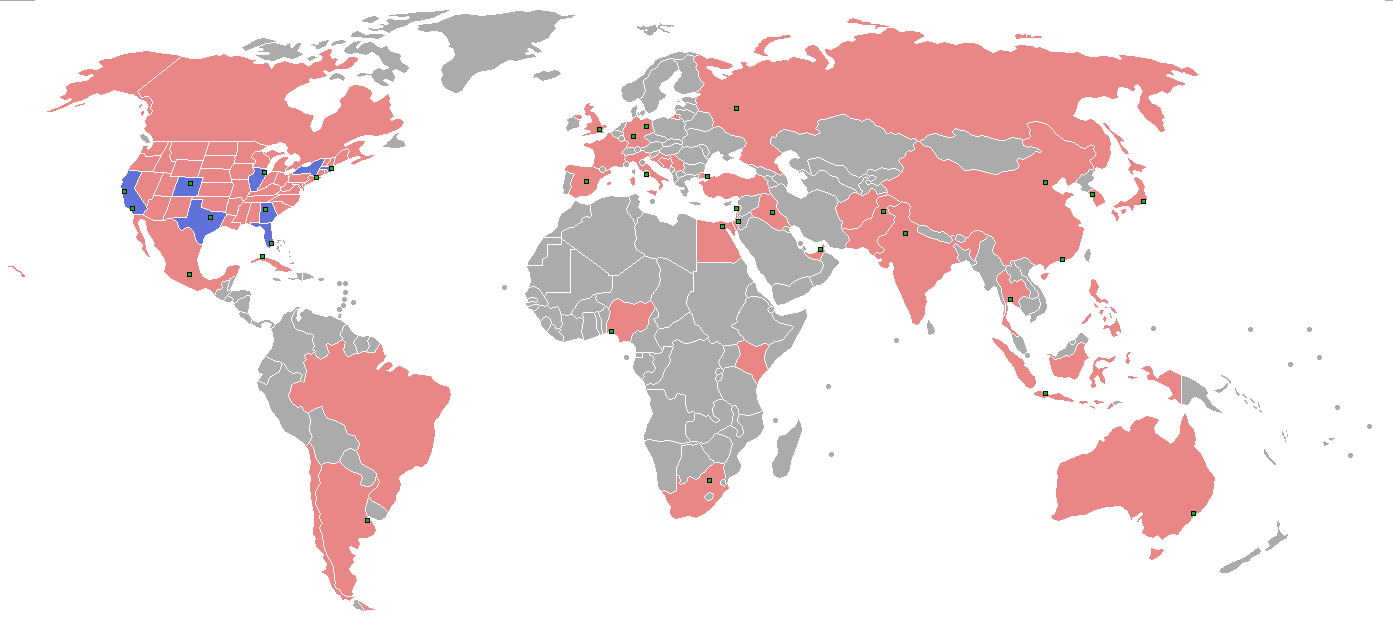
Представительства CNN

### Бюро в США
| - Атланта (Штаб-квартира) - Бостон - Вашингтон - Даллас - Детройт - Лос-Анджелес | - Майами - Новый Орлеан - Нью-Йорк - Сан-Франциско - Сиэтл - Чикаго |

### Международные бюро
| - Амман, Иордания (небольшое бюро) - Афины, Греция (небольшое бюро) - Багдад, Ирак - Бангкок, Таиланд - Берлин, Германия - Бейрут, Ливан - Брюссель, Бельгия (небольшое бюро) - Буэнос-Айрес, Аргентина - Гавана, Куба - Гонконг, Китай - Джакарта, Индонезия - Дубай, ОАЭ - Исламабад, Пакистан - Иерусалим, Израиль | - Каир, Египет - Лондон, Великобритания - Мадрид, Испания - Мехико, Мексика - Москва, Россия (в данный момент закрыто) - Найроби, Кения (небольшое бюро) - Нью-Дели, Индия - Рим, Италия - Пекин, Китай - Рио-де-Жанейро, Бразилия (небольшое бюро) - Сан-Паулу, Бразилия (небольшое бюро) - Сеул, Южная Корея - Сидней, Австралия - Токио, Япония - Франкфурт, Германия (небольшое бюро) |

Примечание: Жирным шрифтом выделены бюро, существующие с момента основания компании.